# Аман (Средиземье)
А́ман (кв. Aman, «неискажённый»), также Благословенное Королевство, Бессмертные Земли, Заокраинный Запад — в легендариуме Дж. Р. Р. Толкина западный континент Арды, куда после разрушения Великих Светильников Иллуина и Ормала переселились Валар. Также именно в Амане располагались Эльдамар — королевство эльдар, и Валинор — королевство Валар.

## Географическое положение
Аман — самая западная из всех земель Арды — находился за Великим Морем. На Западе Аман омывался Внешним морем, что эльфы называют Эккайа, а с востока был защищён горной цепью Пелори (кв. Pelóri) (воздвигнутой в качестве защиты от Моргота), самой высокой в Арде. Высочайшей вершиной Пелори была гора Таникветиль, на вершине которой Манвэ воздвиг свой трон. Через горы существует единственный проход — Калакирья, или Ущелье Света. В нём находился Тирион, столица Эльдамара.
В центре континента на обширной равнине находилась земля Валар — Валинор — со столицей Валимаром. У берегов моря находился Эльдамар — обитель эльфов-эльдар Средиземья. На юге Амана находилась пустыня Аватар, которая позже была поглощена морем. На севере Амана находились пустошь Араман и ледяные горы.

## Географическое описание
Очертания Амана практически не изменялись со времени сотворения Арды, однако в конце Второй Эпохи, после того как войска нуменорцев во главе с королём Ар-Фаразоном по наущению Саурона попытались захватить эти земли, дабы обрести бессмертие, Аман и остров Тол-Эрессеа были волей Эру Илуватара удалены из кругов мира, и попасть отныне туда можно было либо на эльфийском корабле (ибо Аман был домом для всех эльфов, кроме авари, но даже они могли попасть туда этим способом), либо с позволения Валар. Часть Амана и вовсе была затоплена Эру Илуватаром.
Эльфы, майар и валар могут добраться до Амана, развоплотившись по своей воле или же погибнув. Этот процесс достижения Амана именуется в Арде Прямым Путём.